# Eugenia buxifolia
Eugenia buxifolia är en myrtenväxtart som beskrevs av Jean-Baptiste de Lamarck. Eugenia buxifolia ingår i släktet Eugenia och familjen myrtenväxter.
Artens utbredningsområde är Réunion. Inga underarter finns listade i Catalogue of Life.

## Bildgalleri

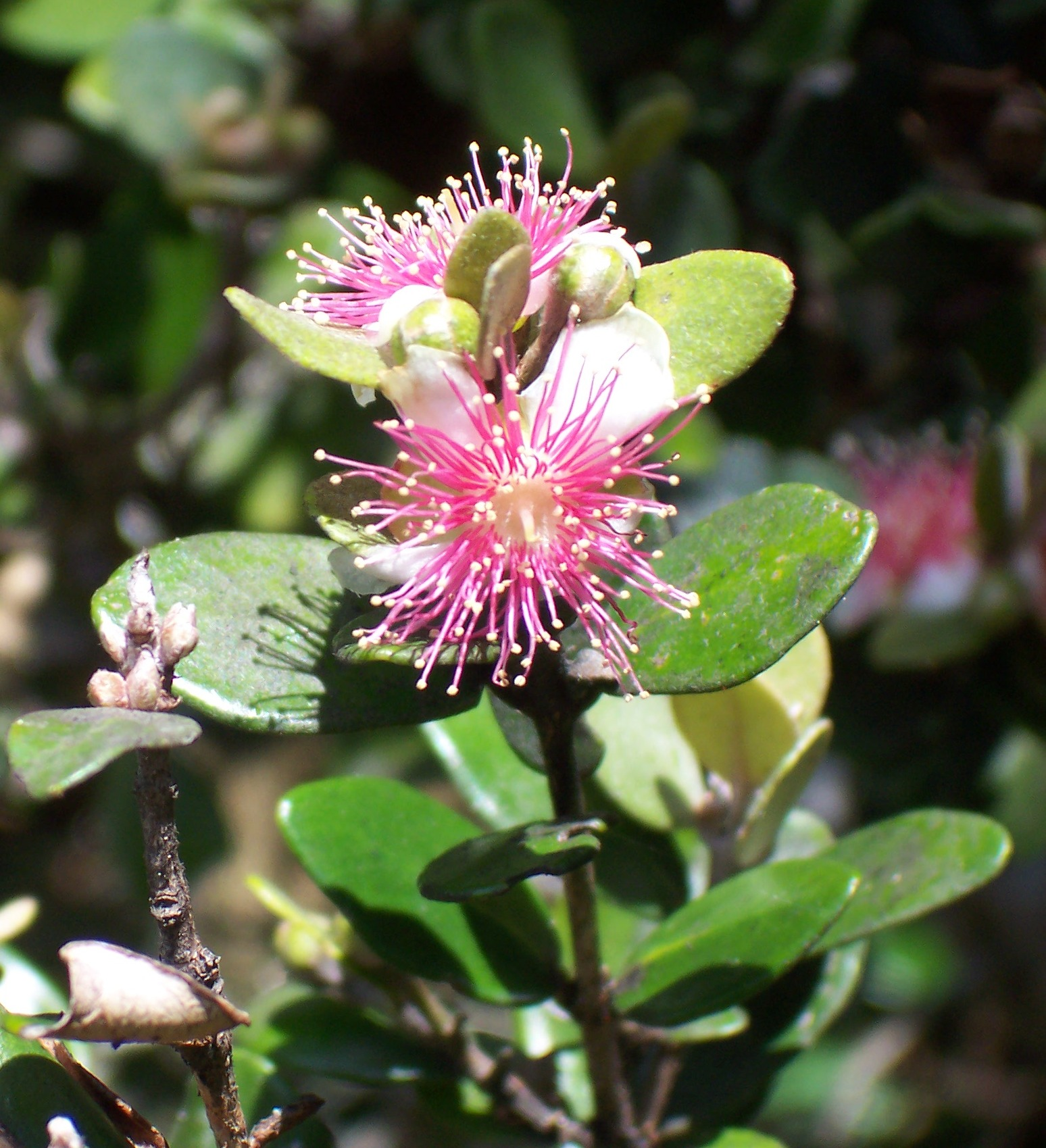